# Auswirkungen der COVID-19-Pandemie auf die Anime-Industrie
Dieser Artikel listet die Auswirkungen der COVID-19-Pandemie auf die Anime-Industrie auf. Dabei werden Veranstaltungen aufgeführt, die mit der Anime-Industrie in Verbindung stehen, wie etwa Messen, Conventions, Preisverleihungen oder Filmfestivals, die entweder auf ein Ausweichdatum verschoben, gänzlich abgesagt oder auf sonstige Weise von der Pandemie beeinflusst worden sind.
Auch Anime-Produktionen, die aufgrund der COVID-19-Pandemie in Japan verschoben wurden, werden aufgelistet. Das Hauptaugenmerk liegt dabei auf Japan, wobei die Liste auch internationale Veranstaltungen umfasst.

## Japan

### Allgemein
Einige Animationsstudios rieten ihren Mitarbeiten zum Home Office, was je nach Studio unterschiedliche Auswirkungen auf die Produktion haben kann. Vor allem für Studios, die sich ausschließlich auf CGI-Animationen spezialisieren, stellt dies ein großes Problem dar, da die Mitarbeiter teure Software benötigen, um ihrer Arbeit nachgehen zu können. Diese ist lediglich auf den Arbeitscomputern erhältlich, so dass ein Virtual Private Network notwendig wird, um von zu Hause aus auf den Firmencomputer zugreifen zu können, wobei die VPN-Einrichtung wertvolle Zeit kosten kann.
Als häufigsten Grund für die Verschiebung von Anime-Produktionen geben die Studios „Produktionsprobleme“ an. Gemeint sind damit Studios, die einen Teil ihrer Produktion nicht in Japan, sondern im Ausland erledigen lassen. Ein Grund ist der knappe Zeitplan für Produktionen, so dass viele Zeichnungen und Frames nicht in Japan, sondern in der Volksrepublik China angefertigt werden, um diesen Produktionszeitplan einhalten zu können. Dadurch werden die immer häufiger aufkommenden „Recap“-Episoden, die die bisherige Handlung der jeweiligen Serie wiedergeben, erklärt. Diese werden produziert, um den TV-Slot zu besetzen, welcher zusätzlich Geld kostet. Der Film zum Shirobako-Anime konnte indes trotz COVID-19 drei Tage vor Kinopremiere in Japan fertiggestellt werden. Die Ausstrahlung fand am 29. Februar 2020 statt. Allerdings mussten Werbeveranstaltungen für den Film vom 29. Februar, dem 1. März, sowie am 7. und 8. März 2020 wegen der COVID-19-Pandemie abgesagt werden.
Am 8. April 2020 erklärte der Animator Hatsumida Shiyo auf der Plattform Twitter, dass zahlreiche Produktionsstudios aufgrund des neuartigen Coronavirus SARS-CoV-2 und der von diesem ausgelösten Krankheit COVID-19 ihre Arbeiten aussetzen. Infolgedessen verschoben sich die Ausstrahlungen diverser Animeserien auf eine unbestimmte Zeit. Shiyo geht nicht von einer baldigen Verbesserung der Situation aus, sondern sieht im Gegensatz die komplette Sommer-Saison in Gefahr.
Mit Eiichi Kuboyama meldete sich am 13. April ein weiterer Animator zur Coronakrise zu Wort. Seiner Meinung nach spielt es für die reguläre Ausstrahlung von Animeserien keine Rolle, wenn das Animationsstudio schließt. Viel mehr Probleme mache es laut Kuboyama, wenn Compositing-Studios ihre Türen schließen, da dann die Produktion gestoppt werden müsse. Allerdings pflichtete auch er bei, dass ein Neustart im Juli bei der derzeitigen Situation nicht realistisch ist.
Zwischen dem 25. Februar und dem 17. März 2020 wurde das Ghibli-Museum in Mitaka aufgrund von Bedenken über die Ausbreitung der Krankheit COVID-19 vorübergehend geschlossen. Zwei Tage darauf wurde die Absage einer der wichtigsten Messen der Anime-Industrie, AnimeJapan, die vom 21. bis zum 24. März 2020 hätte stattfinden sollen, bekannt gegeben. Auch die Comiket, eine der bedeutendsten und einflussreichsten Messen der Anime-, Manga- und Dōjinshi-Szene, ist von einer Absage betroffen. Es ist damit die erste Absage der Comiket in 45 Jahren.
Am 16. April 2020 gab Mayumi Tanaka, die japanische Sprecherin von Monkey D. Luffy aus der Serie One Piece bekannt, dass keine Synchronisationsarbeiten für die Serie stattfinden, was in den kommenden Wochen oder Monaten zu einer Zwangspause des Anime führen könnte. Die japanische Website Sponichi berichtete, dass derzeit Gespräche über weitere Verschiebungen von Animeserien- und Filmen, die für die Sommer- bzw. Herbst-Saison angekündigt sind, laufen. Grund hierfür ist die Produktionsdauer, die im Vergleich zu anderen Fernsehformaten wesentlich länger ist. Vor allem die derzeit stillgelegten Synchronisationsarbeiten und die Animationsproduktion, die teilweise in China oder Südkorea stattfinden, sind ausschlaggebend für die Gespräche.
Nachdem sich die Situation im Januar 2021 verschlechterte und ein erneuter Ausruf des Notstandes stattfand, wurde bekannt, dass der für das Jahr 2021 geplante Anime-Kinofilm zur Star-Blazers-Reihe, Star Blazers: Space Battleship Yamato 2202, im Zuge der Ankündigungen verschoben wurde. Geplanter Kinostart war der 15. Januar 2021. Auch die zwischenzeitlich immer wieder verhängten Ausnahmezustände in mehreren Präfekturen Japans, Infektionen innerhalb der Produktionsteams und Synchronsprechern sorgten immer wieder für Verzögerungen bei Anime-Produktionen. Im August 2021 wurde bekannt, dass mindestens ein namentlich nicht bekanntes Animationsstudio schließen musste, da sich ein Infektions-Cluster innerhalb der Belegschaft ausgebildet hatte.

### Verschobene Anime-Produktionen (Auswahl)
Diese Liste zeigt eine Auswahl an Anime-Projekten, die im Zuge der COVID-19-Pandemie in Japan verschoben oder unterbrochen wurden. Für die komplette Auflistung, siehe Liste der durch die COVID-19-Pandemie verschobenen Animetitel.
| Titel                                    | geplanter Start   | verschoben/abgesagt | Quelle        |
| ---------------------------------------- | ----------------- | --- | ------------- |
| A Certain Scientific Railgun T           | regulär gestartet | Die siebente Folge wurde auf unbestimmte Zeit verschoben. Grund ist, dass die COVID-19-Pandemie die Produktion der Serie beeinträchtigt. Vor allem Produktionsketten, die in die Volksrepublik China verlegt wurden, sind betroffen. Am 17. April 2020 wurde eine abermalige Verschiebung, dieses mal auf unbestimmte Zeit, bekannt gegeben. | [ 14 ] [ 15 ] |
| A3!                                      | regulär gestartet | Die Ausstrahlung der vierten Episode wurde zuvor bereits mehrfach verschoben. Der Ausbruch des neuartigen Coronavirus SARS-CoV-2 hat die Produktionsproblematik weiterhin verschärft. Ein geplanter Neustart der Serie wurde auf April festgelegt. Eine Ausstrahlung der bereits für den Sommer angekündigten zweiten Hälfte ist ungeklärt.  | [ 16 ] [ 17 ] |
| Asteroid in Love                         | regulär gestartet | Produktionsrückstand aufgrund des Coronavirus-Ausbruchs, sodass sich die Ausstrahlung der siebenten Episode um eine Woche verzögerte. Es wurde eine Rückblenden-Folge, die die Handlung der ersten sechs Episoden zusammenfasst, ausgestrahlt.                                                                                               | [ 1 ]         |
| Diary of Our Days at the Breakwater      | regulär gestartet | Nach Ausstrahlung der dritten Episode wegen Produktionsproblemen aufgrund der COVID-19-Pandemie auf unbestimmte Zeit verschoben. Die Pause soll mindestens zehn Wochen andauern. | [ 18 ] [ 19 ] |
| Re:Zero – Starting Life in Another World | April 2020        | Vor geplantem Start auf Juli 2020 verschoben. | [ 20 ]        |
| Given                                    | 16. Mai 2020      | Der Film, der als Fortsetzung der Anime-Serie gedacht war, sollte am 16. Mai 2020 in die japanischen Kinos laufen. Am 13. April 2020 wurde die Ausstrahlung aufgrund von COVID-19 auf unbestimmte Zeit verschoben. | [ 21 ]        |
| Violet Evergarden: The Movie             | 24. April 2020    | Der Kinofilm sollte ursprünglich bereits im Januar 2020 gezeigt werden, wurde aber wegen des Brandanschlags auf das Animationsstudio auf den 24. April verschoben. Im Zuge der COVID-19-Pandemie wurde die Ausstrahlung am 6. April 2020 abermals, dieses mal auf unbestimmte Zeit, verschoben.                                              | [ 22 ] [ 23 ] |
| Hatena Illusion                          | regulär gestartet | Nachdem die Serie bereits einmal kurzfristig unterbrochen werden musste, wurde die Ausstrahlung der zwölften und letzten Episode des Anime auf unbestimmte Zeit verschoben. Das Studio gab keine direkte Auskunft, ob COVID-19 der Auslöser ist.                                                                                             | [ 24 ]        |
| Infinite Dendogram                       | regulär gestartet | Die siebente Episode wurde wegen des COVID-19-Ausbruchs um eine Woche verzögert gezeigt. | [ 24 ]        |
| OreGairu Kan                             | April 2020        | Der Start der zwölf Episoden umfassenden dritten Staffel wurde aufgrund der COVID-19-Pandemie Anfang April auf unbestimmte Zeit verschoben. | [ 25 ]        |

### Verschobene oder abgesagte Veranstaltungen
| Veranstaltung               | geplanter Zeitraum | verschoben/abgesagt                               | Quelle       |
| --------------------------- | ------------------ | ------------------------------------------------- | ------------ |
| AnimeJapan                  | 21.–24. März 2020  | abgesagt                                          | [ 9 ] [ 26 ] |
| Family Anime Festa          | 21.–22. März 2020  | abgesagt                                          | [ 27 ]       |
| Tokyo Anime Awards Festival | 13.–16. März 2020  | abgesagt                                          | [ 28 ]       |
| Seiyū Awards                | 07. März 2020      | abgesagt; Preisträger nachträglich bekanntgegeben | [ 29 ]       |
| Nippombashi Street Festa    | 15. März 2020      | abgesagt                                          | [ 29 ]       |
| Comiket 98                  | 02.–05. Mai 2020   | abgesagt                                          | [ 9 ]        |

### Wirtschaftliche Folgen
Am 2. August 2021 veröffentlichte die Teikoku-Datenbank die Einnahmen für das Jahr 2020. Die Einnahmen von 300 marktrelevanten Unternehmen – von denen 270 alleine in der Metropolregion Tokio angesiedelt sind – betrugen 2020 knapp 251.1 Milliarden Yen, umgerechnet ca. 2.3 Milliarden USD, womit die Industrie ein Minus von 1,9 % im Vergleich zum Rekordjahr 2019, welches mit 255.7 Milliarden Yen (ca. 2.33 Milliarden USD) einbrachte. Der Rückgang wird unter anderem auch auf die COVID-19-Pandemie in Japan, welche für zahlreiche Verzögerungen bei der Anime-Produktion sorgte. Allerdings wurden auch andere Einflussfaktoren wie steigende Kosten für Outsourcing oder Werksaufträge für den Einnahmerückgang genannt.

## Deutschland

### Allgemein
Mitte März 2020 gab der Synchronsprecherverband „Die Gilde“, dass alle im Verband organisierten Synchronstudios zunächst bis zum 19. April 2020 den Sprachatellierbetrieb einstellen. So setzten Arena Synchron, Münchener Synchron, Berliner Synchron, FFS Film- & Fernseh-Synchron, Hermes Synchron, die Interopa Film GmbH, die Neue Tonfilm München GmbH, RC Production, Scalamedia und Splendid Synchron ihre Arbeiten aus. Auch Kölnsynchron gab bekannt, die Arbeiten für einen unbestimmten Zeitraum ruhen zu lassen. Am 22. April 2020 wurde bekannt, dass sämtliche Synchronstudios, die unter dem Verband „Die Gilde“ organisiert sind, ihre Arbeiten wieder aufgenommen haben.
Infolgedessen gaben diverse Anime-Verleger im deutschsprachigen Raum bekannt, mehrere Disc-Veröffentlichungen zu verschieben. Zeitweise waren beim Onlineversandhändler Amazon keine Vorbestellungen von Anime möglich. Auch wurden mehrere Filmveranstaltungen, wie für Psycho-Pass, Goblin Slayer: Goblin’s Crown oder DanMachi: Arrow of the Orion verschoben oder komplett abgesagt.
Diverse Anime-Conventions wie die Hanami in Ludwigshafen oder die Animuc in Fürstenfeldbruck wurden gänzlich abgesagt, während die DoKomi in Düsseldorf auf den 12. und 13. September 2020 verschoben wurde. Die Organisatoren der Nippon Connection gaben Anfang April bekannt, die diesjährige Ausgabe als Online-Veranstaltung durchzuführen.
Am 15. April 2020 kündigte Bundeskanzlerin Angela Merkel ein generelles Verbot für Großveranstaltungen bis zum 31. August 2020 an. Davon betroffen sind unter anderem die AnimagiC und die Gamescom. Während die Veranstalter der Gamescom ankündigten, die Spiele-Messe im Online-Format austragen zu wollen, gaben die Organisatoren der AnimagiC am 23. April bekannt, die Veranstaltung für 2020 komplett abzusagen.

### Verschobene oder abgesagte Aufführungen und Disc-Veröffentlichungen

#### Aufführungen
| Titel                         | geplanter Start | verschoben/abgesagt                                                                          | Quelle |
| ----------------------------- | --------------- | -------------------------------------------------------------------------------------------- | ------ |
| Psycho-Pass Filmevent         | 31. März 2020   | abgesagt                                                                                     | [ 36 ] |
| Goblin Slayer: Goblin’s Crown | 22. März 2020   | Aufgrund der Ausbreitung des neuartigen Coronavirus auf einen unbekannten Termin verschoben. | [ 37 ] |
| DanMachi: Arrow of the Orion  | 28. April 2020  | Aufgrund der Ausbreitung des neuartigen Coronavirus auf einen unbekannten Termin verschoben. | [ 38 ] |

#### Verschobene Disc-Veröffentlichungen (Auswahl)
- KonoSuba Staffel 2, Vol. 1
- Date A Live Staffel 3, Vol. 1
- Gekijōban Date A Live: Mayuri Judgement
- Higurashi no Naku Koro ni Rei
- Die Braut des Magiers, Vol. 5
- Another, Gesamtausgabe
- Attack on Titan, Gesamtausgabe
- Golden Kamuy, Vol. 2
- Miss Kobayashi’s Dragon Maid, Vol. 2 und 3
- One Piece, Box 23
- Re:Zero, Vol. 4 und 5
- Spice & Wolf, Vol. 3
- Servamp, Gesamtausgabe
- Hybrid × Heart Magias Academy Ataraxia, Vol. 1 und 2
- Food Wars! Staffel 1, Gesamtausgabe
- Accel World, Gesamtausgabe
- Princess Principal, Vol. 1 und 2
- Darling in the Franxx, Vol. 1
- Brunhildr in the Darkness, Gesamtausgabe
- Triage X, Gesamtausgabe
- Detektiv Conan, Box 13
- Fairy Tail, Box 9
- Gabriel DropOut, Vol. 1
- Highschool D×D HERO, Vol. 1 und 2

### Verschobene oder abgesagte Veranstaltungen
| Veranstaltung        | geplanter Zeitraum       | verschoben/abgesagt | Quelle |
| -------------------- | ------------------------ | --- | ------ |
| Hanami               | 09.–10. Mai 2020         | abgesagt, nachdem die Stadt Ludwigshafen per Allgemeinverfügung Veranstaltungen ab 200 Personen untersagt hat.                                                     | [ 39 ] |
| DoKomi               | 23.–24. Mai 2020         | auf den 12. und 13. September 2020 verschoben. | [ 41 ] |
| Animuc               | 17.–19. April 2020       | abgesagt, nachdem die Landesregierung Bayerns ein Verbot für Veranstaltungen ab 1.000 Besuchern beschlossen hat.                                                   | [ 40 ] |
| Nippon Connection    | 09.–14. Juni 2020        | wird als Online-Veranstaltung ausgetragen | [ 42 ] |
| Comic-Salon Erlangen | 11.–14. Juni 2020        | abgesagt, nachdem ein generelles Verbot für die Austragung von Großveranstaltungen bis zum 31. August 2020 erlassen wurde                                          | [ 47 ] |
| Connichi             | 04.–06. September 2020   | abgesagt wegen Sicherheitsbedenken durch die COVID-19-Pandemie; bereits erworbene Eintrittskarten bleiben für 2021 gültig                                          | [ 48 ] |
| AnimagiC             | 31. Juli–02. August 2020 | abgesagt aufgrund des von der Bundesregierung verabschiedeten Verbot für Großveranstaltungen bis zum 31. August 2020 im Zuge der COVID-19-Pandemie in Deutschland. | [ 46 ] |
| Anime Messe Berlin   | 17.–19. Juli 2020        | abgesagt, Tickets für 2021 gültig. | [ 49 ] |

## Weltweit
Während zahlreiche Veranstaltungen, die mit der Anime-Industrie in Verbindung stehen, aufgrund der weltweiten COVID-19-Pandemie verschoben oder gar abgesagt wurden, gaben die Organisatoren der seit 1992 stattfindenden Anime Expo bekannt, die Veranstaltung wie geplant stattfinden zu lassen, allerdings wurde am 17. April schließlich doch die Absage der Veranstaltung verkündet.
Mehrere Organisatoren von Anime-Conventions befürchten, dass nach dem Ende der COVID-19-Pandemie zahlreiche solcher Veranstaltungen nicht mehr stattfinden können.

### Verschobene oder abgesagte Veranstaltungen
| Veranstaltung        | geplanter Zeitraum   | verschoben/abgesagt | Quelle |
| -------------------- | -------------------- | --- | ------ |
| Otafest              | 21.–23. Mai 2020     | auf 2021 verschoben. | [ 52 ] |
| Anime Boston         | 10.–12. April 2020   | abgesagt | [ 53 ] |
| Anime Central        | 15.–17. Mai 2020     | abgesagt | [ 54 ] |
| Crunchyroll Expo     | 4.–6. September 2020 | online veranstaltet | [ 55 ] |
| FanimeCon            | 22.–25. Mai 2020     | abgesagt | [ 56 ] |
| Sakura-Con           | 10.–12. April 2020   | abgesagt, die Organisatoren gaben bekannt, dass gekaufte Tickets ihre Gültigkeit für 2021 behalten.                                       | [ 57 ] |
| Nadeshicon           | 03.–05. April 2020   | abgesagt | [ 58 ] |
| Anime North          | 22.–24. Mai 2020     | abgesagt | [ 59 ] |
| SMASH!               |                      | abgesagt | [ 60 ] |
| Japan Expo           |                      | verschoben auf 2021 | [ 61 ] |
| Annecy Film Festival | 15.–20. Juni 2020    | abgesagt | [ 62 ] |
| Anime Expo           | 02.–05. Juli 2020    | abgesagt | [ 51 ] |
| San Diego Comic-Con  | 23.–26. Juli 2020    | abgesagt | [ 63 ] |
| Sakura-Con           | 02.–04. April 2021   | Nachdem bereits die Veranstaltung im Vorjahr coronabedingt abgesagt wurde, kündigten die Veranstalter Ende Januar die Absage für 2021 an. | [ 64 ] |